# Ebrima Singhateh
Ebrima Singhateh (Birkama, 10 settembre 2003) è un calciatore gambiano, attaccante del Karviná.

## Carriera

### Club
È cresciuto nel settore giovanile del Real de Banjul. Nel 2022 è stato acquistato dal Paide che lo ha inizialmente assegnato alla formazione Under-21. L'ottima prolificità sottoporta (13 gol in 10 partite) ha portato in breve tempo alla promozione in prima squadra, dove ha debuttato il 20 marzo nell'incontro di Meistriliiga contro il Tammeka Tartu realizzando il gol del definitivo 3-1.
Nell'estate del 2022 è stato acquistato dallo Slavia Praga che lo ha assegnato alla formazione B. Nell'estate del 2023 è passato in prestito al Graffin Vlašim in seconda divisione, ma dopo un'ottima prima parte di stagione in cui ha realizzato 8 reti in 14 partite è passato con la stessa formula al Sigma Olomouc in 1. liga.
Il 19 luglio 2024 è stato acqusitato a titolo definitivo dal Karviná.

### Nazionale
Nel 2023 ha partecipato con il Gambia Under-20 alla Coppa delle nazioni africane Under-20 (terminata con una finale persa) ed al campionato mondiale Under-20.

## Statistiche

### Presenze e reti nei club
Statistiche aggiornate al 27 aprile 2024.
| Stagione        | Squadra         | Campionato      | Campionato | Campionato | Coppe nazionali | Coppe nazionali | Coppe nazionali | Coppe continentali | Coppe continentali | Coppe continentali | Altre coppe | Altre coppe | Altre coppe | Totale | Totale | Totale |
| Stagione        | Squadra         | Comp            | Pres       | Reti       | Comp            | Pres            | Reti            | Comp               | Pres               | Reti               | Comp        | Pres        | Reti        | Pres   | Reti   |        |
| --------------- | --------------- | --------------- | ---------- | ---------- | --------------- | --------------- | --------------- | ------------------ | ------------------ | ------------------ | ----------- | ----------- | ----------- | ------ | ------ | ------ |
| 2022            | Paide U21       | EL              | 10         | 13         | -               | -               | -               | -                  | -                  | -                  | -           | -           | -           | 10     | 13     |        |
| 2022            | Paide           | ML              | 21         | 9          | CD              | 2               | 0               | UECL               | 6                  | 2                  | -           | -           | -           | 29     | 11     |        |
| 2022-2023       | Sparta Praga B  | FNL             | 15         | 3          | -               | -               | -               | -                  | -                  | -                  | -           | -           | -           | 15     | 3      |        |
| 2023-gen. 2024  | Graffin Vlašim  | FNL             | 14         | 8          | CRC             | 2               | 1               | -                  | -                  | -                  | -           | -           | -           | 16     | 9      |        |
| gen.-giu. 2024  | Sigma Olomouc B | FNL             | 9          | 2          | -               | -               | -               | -                  | -                  | -                  | -           | -           | -           | 9      | 2      |        |
| gen.-giu. 2024  | Sigma Olomouc   | 1L              | 10         | 1          | CRC             | 0               | 0               | -                  | -                  | -                  | -           | -           | -           | 10     | 1      |        |
| 2024-2025       | Karviná B       | MSFL            | 2          | 1          | -               | -               | -               | -                  | -                  | -                  | -           | -           | -           | 2      | 1      |        |
| 2024-2025       | Karviná         | 1L              | 15         | 0          | CRC             | 1               | 0               | -                  | -                  | -                  | -           | -           | -           | 16     | 0      |        |
| Totale carriera | Totale carriera | Totale carriera | 96         | 37         |                 | 5               | 1               |                    | 6                  | 2                  |             | -           | -           | 107    | 40     |        |

## Palmarès

### Club

#### Competizioni nazionali
- Eesti Karikas: 1

Paide: 2021-2022